# Megalommum biroi
Megalommum biroi är en stekelart som beskrevs av Szepligeti 1900. Megalommum biroi ingår i släktet Megalommum och familjen bracksteklar. Inga underarter finns listade i Catalogue of Life.